# 加钗河
加钗河，也称狐狸河，位于中华人民共和国海南省琼中黎族苗族自治县中部，是定安河右岸支流。发源于黑沙岭（百花岭），蜿蜒向北流经营根镇那柏村、加钗村、高田村，至湾岭镇（原乌石镇）北排村双子岭东北汇入定安河。河长27.4千米，流域面积98.36平方千米。